# کیکه سانچز فلورس
کیکه سانچز فلورس (انگلیسی: Quique Flores؛ زادهٔ ۵ فوریهٔ ۱۹۶۵) بازیکن سابق و مربی کنونی فوتبال اهل اسپانیا است.
از باشگاه‌هایی که در آن بازی کرده است می‌توان به رئال مادرید و والنسیا اشاره کرد.
وی همچنین در تیم ملی فوتبال اسپانیا بازی کرده است. فلورس در سال ۲۰۰۱ کار خود را به عنوان سرمربی‌گری آغاز کرد و در سال ۲۰۰۴ به عنوان سرمربی ختافه انتخاب شد که در پایان فصل با این تیم جایگاه سیزدهم لا لیگا را به‌دست‌آورد. سپس فلورس دو سال را در باشگاه والنسیا سرمربی بود که در فصل اول با این تیم سوم و در فصل بعدی به مقام چهارم دست یافت که در پایان فصل از سمت سرمربی‌گری والنسیا برکنار شد.

وی سپس کار خود را در باشگاه‌های بنفیکا، اتلتیکو مادرید (که با این تیم در سال ۲۰۱۰ قهرمان لیگ اروپا شد) و الاهلی امارات و العین ادامه داد که پس از سرمربی‌گری در العین دوباره در نیم فصل دوم فصل ۲۰۱۵–۱۶ لالیگا به ختافه بازگشت که پس از دو ماه از سمت خود استعفا داد. کیکه فلورس با امضای قراردادی درسال ۲۰۱۹، به عنوان سرمربی تیم واتفورد در لیگ برتر انگلستان انتخاب شد.

## افتخارات

### به عنوان بازیکن
والنسیا
سگوندا دیویژن: ۱۹۸۶–۸۷

رنال مادرید
لالیگا :۱۹۹۴–۹۵

اسپانیا
قهرمان جام ملت‌های اروپا زیر ۱۹ سال: ۱۹۸۶

### به عنوان سرمربی
بنفیکا
لیگ کاپ پرتغال: ۲۰۰۸–۰۹

اتلتیکو مادرید
لیگ اروپا: ۲۰۱۰
سوپر جام اروپا: ۲۰۱۰